# Beatrix de Rijk
Beatrice Catharina (Beatrix) de Rijk (Soerabaja, 25 juni 1883 - Den Haag, 18 januari 1958) was de eerste Nederlandse vrouw die haar vliegbrevet haalde.
De Rijk groeide op in Nederlands-Indië, het tegenwoordige Indonesië. Toen ze 19 was trouwde ze en kreeg ze een zoon, maar enige jaren later scheidde ze van haar man. Na het overlijden van haar vader keerde De Rijk samen met haar moeder terug naar Nederland. Niet lang daarna verhuisde ze alleen naar Parijs, waar ze vlieglessen nam bij Hanriot in Bétheny. De school van haar eerste keus, Deperdussin, zou haar hebben geweigerd omdat de school geen les aan vrouwen wilde geven. Een andere vliegschool waar ze zich bij had ingeschreven ging direct failliet, waardoor ze een groot geldbedrag verloor.
Op 6 oktober 1911 kreeg ze vliegbrevet nr. 652 uitgereikt door de Aéro Club de France. De Rijk kwam uit een welgestelde familie. Uit de erfenis die ze ontving na het overlijden van haar vader kocht ze haar eerste vliegtuig, een Deperdussin 1910. Hiermee vloog ze enkele shows. Aan het begin van de Eerste Wereldoorlog bood ze haar diensten aan aan de Nederlandse en Franse luchtmacht, maar beide weigerden. Na de Eerste Wereldoorlog trouwde ze opnieuw en vertrok met haar echtgenoot naar Nederlands-Indië. Na het faillissement van haar echtgenoot keerde het stel terug naar Nederland, waar ze in 1934 scheidden. Tijdens de Tweede Wereldoorlog overleed haar zoon uit haar eerste huwelijk zoon in een interneringskamp.
Aan het eind van haar leven moest De Rijk rondkomen van een klein inkomen. De Koninklijke Nederlandse Vereniging voor Luchtvaart organiseerde daarom in 1952 een hulpactie om haar in goederen en giften te voorzien. Beatrix de Rijk overleed in 1958 op 74-jarige leeftijd in Den Haag.